# Zoran Predin
Zoran Predin, slovenski pevec, skladatelj, besedilopisec, kantavtor in pisatelj * 16. junij 1958, Maribor.
Znan je kot avtor besedil in pevec slovenske rock skupine Lačni Franz, kot kantavtor v sodelovanju z glasbeniki s področja bivše Jugoslavije, ter po ponarodelih besedilih. Piše tudi glasbo za film, televizijske nadaljevanke in gledališče. 

## Biografija
Glasbeno kariero je začel leta 1979 s skupino Lačni Franz s katero je prepoznavnost dosegel z nastopom na Festivalu omladina leta 1981 v Subotici (Vojvodina, Srbija). Vzporedno z delovanjem v skupini Lačni Franz je začel ustvarjati tudi kot solo izvajalec in leta 1989 z Arsenom Dedićem izdal album Svjedoci - priče, na katerem je Arsen prepesnil Zoranove pesmi. Vzporedno z delovanjem v Lačnem Franzu je izdal še dva albuma, Gate na glavo leta 1992 in Napad ljubezni leta 1994 kot Zoran Predin & Ambasadorji užitka z znanimi slovenskimi glasbeniki. Po razpadu Lačnega Franza leta 1995 je nadaljevl z različnimi sestavi in z vsakim izdal vsaj en album: Zoran Predin in Šukar (1996), Zoran Predin & Mar Django Quartet (1998-1999), Zoran Predin in orkester adijo pamet (2001), Zoran Predin in Žive legende (2003-2005), Zoran Predin in ArtBiro Quintett (2006), Zoran Predin, The Gypsy Swing Band (2008), Zoran Predin & Matija Dedić (2011-2016), Zoran Predin & Damir Kukuruzović Django Group (2019), Zoran Predin & Zagrebačka Filharmonija (2023). Svoje pesmi je tudi prepesni ali pisal v drugih jezikih. V angleščino in francoščino na albumu All-purpose Lover (1999), v hrvaščino na albumih: Za šaku ljubavi (2007), Inventura (2008), Tragovi u sjeti (2011), Kosa boje srebra (2013), Gastarbajter Trubadur (2021) in Počasni Krug (2023).
Dejaven je tudi na drugih področjih javnega življenja. V devedesetih letih je začel s pisanjem kolumen, dnevnikov, anekdot in kratkih zgodb za različne časopise. Konec 1990. let je javno podprl stranko Liberalno demokracijo Slovenije, pred državnozborskimi volitvami leta 2011 pa je bil v krogu javnih osebnosti, ki so izrekle podporo kandidaturi Zorana Jankovića. Leta 2000 je bil pobudnik, da z Lovšinom in Kreslinom zavrnejo nastop na prireditvi ob dnevu državnosti v organizaciji Dimitrija Kovačiča, saj je po njegovem dogodek vseh Slovencev postal dogodek podpornikov vlade Andreja Bajuka, s katero si politično ni bil blizu.
Poleg tega je znan kot navdušenec nad športom, predvsem kot vnet košarkarski navijač. Ob uvrstitvi Slovenije na Evropsko prvenstvo v nogometu 2000 je z Vladom Kreslinom in s Petrom Lovšinom napisal navijaško himno »Slovenija gre naprej«, kasneje pa je samostojno napisal tudi himno Evropskega prvenstva v košarki 2013, ki je potekalo v Sloveniji. Februarja 2014 je povzročil škandal, ko se je na mednarodni tekmi KK Olimpija zaradi spornih sodniških odločitev tako razburil, da je prišel ob igrišče in udaril enega od sodnikov. Za dejanje se je kmalu po dogodku opravičil. Leta 2018 je prejel Ježkovo nagrado.

## Diskografija

### Z Lačnim Franzom
1. Ikebana (1981)
2. Adijo pamet (1982)
3. Ne mi dihat za ovratnik (1983)
4. Slišiš, školjka poje ti (1984), v živo
5. Slon med porcelanom (1984)
6. Na svoji strani (1986)
7. Sirene tulijo (1987)
8. Tiha voda (1989)
9. Zadnja večerja (1994)
10. Petnajstletnica v živo (1995), v živo
11. Ladja norcev (2016)
12. Svako dobro (2016)
13. Nova nebesa (2017)
14. Akustična pusa (2017)
15. Tu smo - vaši smo (2020), v živo

Kompilacije
- Kaj bi mi brez nas (1989)
- Ilegalni pubertetniki (1991)
- Nasvidenje na plaži (1995)
- Starši vaših radosti, 25 let (2005), DVD v živo
- The Ultimate Collection (2011), CD1

### Kot solistični izvajalec[7]
1. Svjedoci – priče (1989), Arsen Dedić & Zoran Predin
2. Gate na glavo (1992)
3. Napad ljubezni (1994), Zoran Predin & Ambasadorji užitka
4. Mentol bonbon (1996), Zoran Predin in Šukar
5. Ljubimec iz omare (1998), Zoran Predin & Mar Django Quartet
6. All-purpose Lover (1999), Zoran Predin & Mar Django Quartet
7. Tretji človek (2000)
8. Lovec na sanje (2001), Zoran Predin in orkester adijo pamet
9. V živo gre zares (2002)
10. Praslovan MP3 (2002), album Stella
11. Strup za punce (2003), Zoran Predin in Žive legende
12. Na krilih prvega poljuba (2003)
13. Cankarjev Dom Live 16. 2. 2004
14. Žarnica za boljši jutri (2005), Zoran Predin in Žive legende
15. Čas za malo nežnosti (2006), Zoran Predin in ArtBiro Quintett
16. Za šaku ljubavi (2007)
17. Inventura (2008), Zoran Predin, The Gypsy Swing Band
18. Pod srečno zvezdo (2008), Zoran Predin, The Gypsy Swing Band
19. Tragovi u sjeti (2011), Zoran Predin & Matija Dedić
20. Kosa boje srebra (2013)
21. Na koncu naše mavrice (2014)
22. Tragovi u sjeti 2 (2016), Zoran Predin & Matija Dedić
23. Zoran pjeva Arsena (2019), Zoran Predin & Damir Kukuruzović Django Group
24. Gastarbajter Trubadur (2021)
25. Takšnih več ne delajo (2021)
26. Počasni Krug (2023), Zoran Predin & Zagrebačka Filharmonija

#### Kompilacije
- Zoran Predin, Peter Lovšin, Vlado Kreslin – Slovenija Gre Naprej (2000)
- Praslovan MP3 (2002) (prvi uradni album v mp3 obliki)
- The Ultimate Collection (2011), CD2

#### Singli
- Rad imam košarko - Uradni spot himne EuroBasketa (2013)
- Sergej feat. Zoran Predin,Stari moj (2023)[8]
- Moja Prva Molitev (2023)[9]

#### Gostovanja
- Massimo – Dodirni Me Slučajno (2011), Što bi mi brez nas[10]

## Filmska glasba
- Kormoran (1986), Viba film (režija A. Tomašič)
- Trinajstica (1989), RTV Ljubljana (režija A. Tomašič)
- Decemberski dež (1990), RTV Ljubljana (režija B. Šprajc)
- Pripovedke iz medenega cvetličnjaka(1991), TV Slovenija (režija B. Šprajc)
- Posel je posel (1991), Studio 37
- Triangel (1992), režija J. Pervanje
- Junaki petega razreda (1997), RTV Slovenija (režija B. Jurjaševič)
- Moj prijatelj Arnold (1997), TV Slovenija (režija B. Jurjaševič)
- Biti Mario (2020)

## Nagrade
- Sedem sekretarjev SKOJ-a (1981)
- Zlata ptica (1982)
- Zlati Petelini (1993, 1996, 1997, 1999)
- Viktor (2006)
- Ježkova nagrada (2018)